# Karl Alt
Karl Alt (* 12. August 1897 in Nürnberg; † 16. Juni 1951 in München) war ein deutscher evangelisch-lutherischer Theologe und Autor.

## Leben
Der Sohn des Architekten Friedrich Alt († 1910) – die Mutter war kurz nach seiner Geburt gestorben – ging zunächst in Nürnberg, seit 1911 in Erlangen auf das Gymnasium, wo der Vollwaise bei einer älteren Schwester aufwuchs. Nach einer Kriegsverletzung im Ersten Weltkrieg, die eine dauerhafte Behinderung des rechten Arms nach sich zog, studierte er von 1916 bis 1920 Theologie an den Universitäten Erlangen und Tübingen.
Ab 1921 war er Stadtvikar in Augsburg, ab 1923 Pfarrer an der Dreifaltigkeitskirche in Kaufbeuren. Dort widmete er sich der Erforschung und Darstellung der lokalen Kirchengeschichte, womit er auch an der philosophischen Fakultät der Universität Erlangen den Doktor-Titel erwarb. Die theologische Fakultät in Erlangen verlieh ihm später auch den Grad eines Lizentiaten der Theologie ehrenhalber.
Ab 1929 war er Hausgeistlicher an der Heil- und Pflegeanstalt in Ansbach.

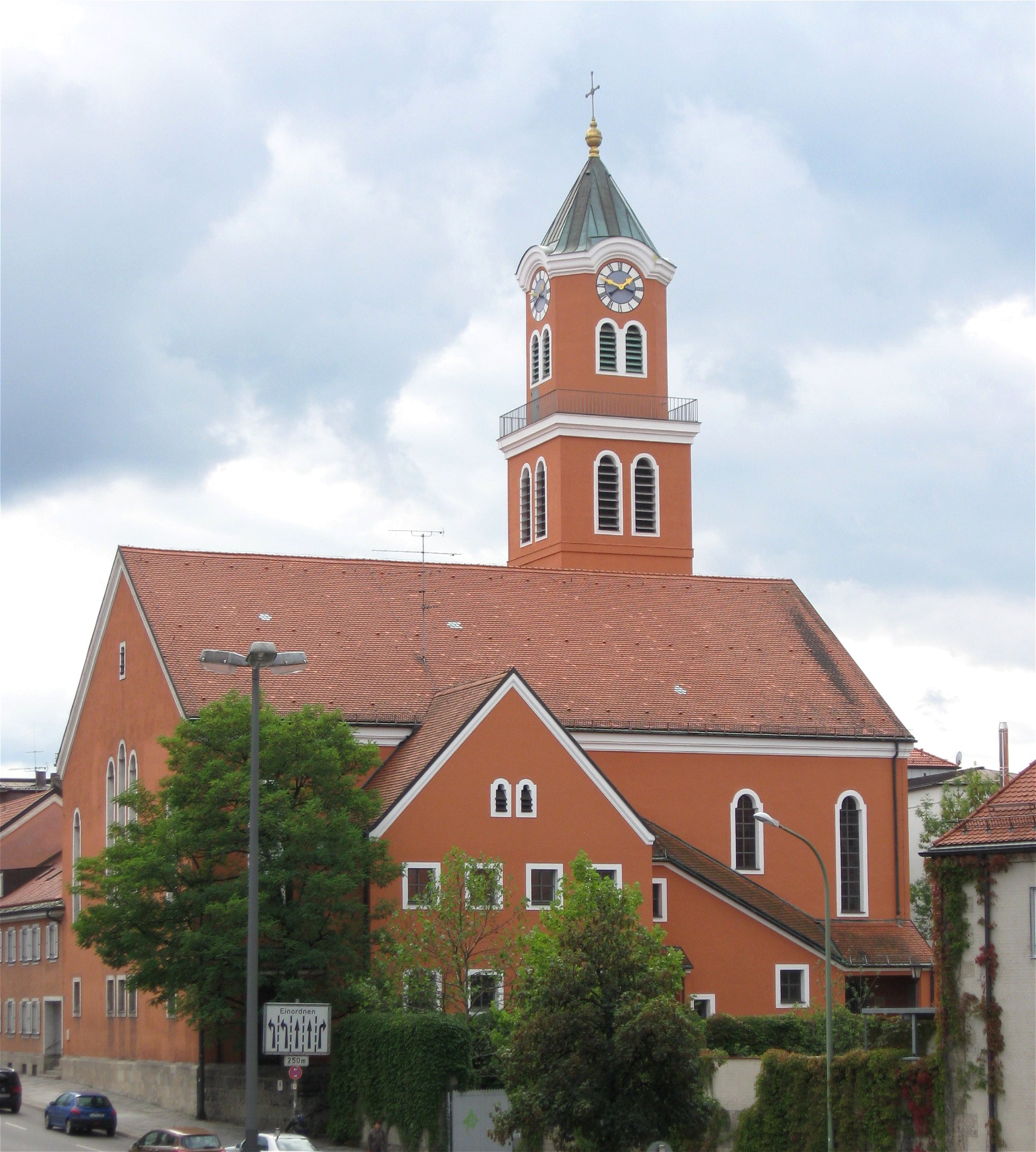
Lutherkirche in Obergiesing

Im Juli 1934 wurde er, der der Bekennenden Kirche nahestand, Pfarrer an der Lutherkirche in München-Giesing, wo auch die Seelsorge in der Justizvollzugsanstalt Stadelheim zu seinen dienstlichen Obliegenheiten gehörte. Im Stadelheimer Gefängnis wurden während des Dritten Reiches viele Todesurteile vollstreckt; unter den Verurteilten waren auch Kritiker des nationalsozialistischen Regimes. So war Alt auch als Seelsorger für die zum Tode Verurteilten evangelischer Konfession zuständig. Über diese Erfahrungen berichtete er in seinem 1946 erschienenen Buch Todeskandidaten.
Zu den von ihm betreuten Gefangenen gehörten auch Hans und Sophie Scholl von der Widerstandsgruppe „Weiße Rose“, die am 22. Februar 1943 gemeinsam mit ihrem Gefährten Christoph Probst vom Volksgerichtshof zum Tode verurteilt wurden. Über seine Besuche bei den Geschwistern Scholl kurz vor ihrer noch am selben Tag vollzogenen Hinrichtung berichtete Alt in dem genannten Buch:
„Nach kurzem Gruß und festem Händedruck bat er [=Hans Scholl] mich, ihm zwei Bibelabschnitte vorzulesen: das ‚Hohe Lied der Liebe’ aus I. Korinther, Kapitel 13 und den 90. Psalm: ‚Herr Gott, du bist unsere Zuflucht für und für. Ehe denn die Berge wurden und die Erde und die Welt geschaffen wurden, bist du Gott, von Ewigkeit zu Ewigkeit.’ (…) Die Armesünderzelle weitete sich zum heiligen Gottestempel. Man vermeinte das Flügelrauschen der Engel Gottes zu vernehmen, die sich bereiteten, die Seelen versöhnter Gotteskinder emporzuführen in den Saal der Seligkeit.“ – „Ohne eine Träne zu vergießen, feierte auch sie [Sophie Scholl] das heilige Mahl, bis der Wächter an die Zellentür pochte und sie hinausgeführt wurde.“
Als letzten Bibelvers vor ihrer Hinrichtung wählte Alt ein Wort Jesu aus dem Johannesevangelium: „Niemand hat größere Liebe als die, dass er sein Leben lässt für seine Freunde.“ (Joh. 15,13).
Karl Alt verstarb schon mit 53 Jahren. Die Folgen seiner Kriegsverletzung aus dem Ersten Weltkrieg und wohl auch die schweren Stunden in Stadelheim hatten seine Gesundheit zerrüttet.

## Würdigung

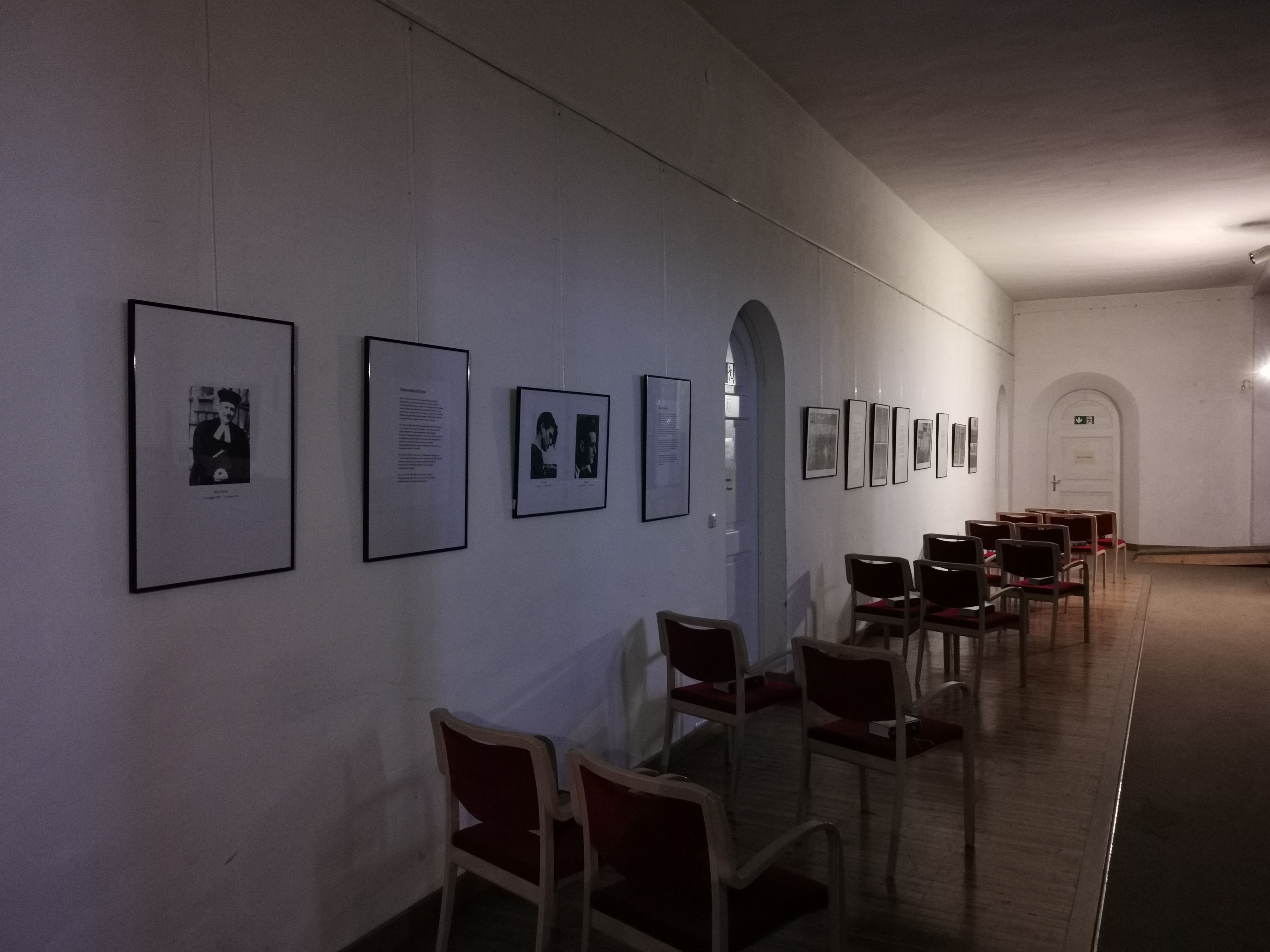
Kleine Dokumentation in der Lutherkirche 2021

Marc Rothemunds Film Sophie Scholl – Die letzten Tage (2005) enthält die Szene des seelsorgerlichen Besuchs von Karl Alt bei der Verurteilten. Er betet mit ihr und erteilt ihr den Segen. Alt wird von Walter Hess gespielt, der für die Darstellung von einem Münchner Pfarrer beraten wurde.
In der Diskussion um die Umbenennung der nach Hans Meiser benannten Münchener Straße (der frühere Bischof der lutherischen Landeskirche in Bayern während der NS-Zeit ist Urheber massiver antisemitischer Äußerungen) wurde auch Karl Alt als alternativer Namensgeber genannt. Die Straße wurde schließlich 2010 nach Katharina von Bora benannt.

## Werke
- Kaufbeurer Kaiserbriefe aus den Jahren 1545 bis 1551. Ein Beitrag zur Interimspolitik Karls V, Kaufbeuren o. J. [1927], 14 S.
- Die Lateinschule der freien Reichsstadt Kaufbeuren und ihr berühmtester Rektor Magister Dr. Jakob Brucker. Ein Beitrag zur schwäbischen Schul- und Gelehrtengeschichte, Kaufbeuren (Vereinigte Kunstanstalt) 1929, XIV und 136 S. [Zugleich: Erlangen, Univ., Diss., 1926 unter dem Titel: Jakob Brucker, ein Schulmeister des 18. Jahrhunderts]
- Wiedertäufer in und aus Kaufbeuren, München 1931, 31 S.
- Willst Du gesund werden? Beratung und Betrachtung für Kranke an Leib, Seele und Geist, Halle/Saale 1932.
- Daß Christus verkündigt wird. Lutherische Zeugnisse aus der bayerischen Landeskirche. Herausgegeben von Karl Alt, Ansbach (Brügel) 1934, 164 S.
- Reformation und Gegenreformation in der freien Reichsstadt Kaufbeuren (Einzelarbeiten aus der Kirchengeschichte Bayerns. Band 15), München 1932, XVI und 139 S.
- Todeskandidaten. Erlebnisse eines Seelsorgers im Gefängnis München-Stadelheim mit zahlreichen im Hitlerreich zum Tode verurteilten Männern und Frauen, München 1946
- Überschreiten von Grenzen – Strafgefängnis München-Stadelheim zwischen 1934 und 1945. Der evangelische Seelsorger und Zeitzeuge Karl Alt begleitet die zum Tode Verurteilten bis zu ihrer Hinrichtung: Texte – Briefe – Gespräche. Hrsg. von Werner Reuter, Vor/Nachwort, überarbeitete Neuauflage nach der Original-Ausgabe: Karl Alt, Todeskandidaten (1946), Verlag Ökologie und Pädagogik, München 1994